# Iron Kingdoms
Iron Kingdoms (ang. dosł. Żelazne Królestwa) – jeden z systemów RPG. Opiera się na mechanice d20, rozwiniętej na bazie D&D. Przenosi realia gry do świata steampunku, podobnie jak Shadowrun przenosił przygodę do cyberpunku. Gracze mają do dyspozycji m.in. napędzane parą roboty, mogą także korzystać z połączenia magii z techniką parową w dość dużym zakresie. W odróżnieniu od klasycznego świata D&D bardzo utrudnione jest przenoszenie się między planami.